# 邁波島
64°25′S 62°17′W / 64.417°S 62.283°W
邁波島（英語：Maipo Island），是南極洲的島嶼，位於布拉班特島東面，處於布爾斯灣入口處，屬於帕默群島的一部分，由比利時探險隊繪入地圖，現時由南極條約體系管理。